# Los Angeles Rams
Los Angeles Rams là một đội bóng đá chuyên nghiệp của Mỹ có trụ sở tại Los Angeles, California, thi đấu trong bộ phận NFC West của Liên đoàn bóng đá quốc gia. Đội bóng này đã giành được ba chức vô địch NFL và là người duy nhất giành được các giải vô địch đại diện cho ba thành phố khác nhau (Cleveland năm 1945, Los Angeles năm 1951 và St. Louis năm 1999). Rams chơi các trận sân nhà của họ tại Đấu trường tưởng niệm Los Angeles.
Đội bóng bắt đầu vào năm 1936 với tên gọi Cleveland Rams ở Cleveland, Ohio. Câu lạc bộ thuộc sở hữu của Homer Marshman và có các cầu thủ như William "Bud" Cooper, Harry "The Horse" Mattos, Stan Pincura và Mike Sebastian. Damon "Buzz" Wetzel tham gia với tư cách là tổng giám đốc.
Sau chiến thắng năm 1945 NFL Championship Game, thương hiệu này chuyển đến Los Angeles vào năm 1946, mở đường cho Cleveland Browns của Paul Brown của Hội bóng bầu dục Toàn nước Mỹ và trở thành đội vô địch NFL chơi mùa sau đó tại một thành phố khác. Câu lạc bộ đã chơi các trận sân nhà của họ tại Đại hội tưởng niệm Los Angeles trước khi chuyển đến một sân vận động Anaheim được xây dựng lại ở Quận Cam, California vào năm 1980.
Sau mùa giải NFL 1994, Rams rời California và chuyển đến St. Louis, Missouri. Năm mùa giải sau khi di dời, đội đã giành được Super Bowl XXXIV trong chiến thắng 23-16 trước Tennessee Titans. Sau đó, họ xuất hiện trong Super Bowl XXXVI, nơi họ đã thua New England Patriots với tỷ số 17-20. Rams đã chơi ở St. Louis cho đến cuối mùa giải NFL 2015, khi họ gửi thông báo cho NFL về ý định về trở lại Los Angeles. Động thái này đã được thống nhất tại cuộc họp của chủ sở hữu vào tháng 1 năm 2016 và Rams đã trở lại thành phố trên vào mùa NFL 2016.
Rams xuất hiện trong trận Super Bowl LIII, trận đó họ thua New England Patriots.

## Lịch sử

### Cleveland Rams (1936–1945)
Đội Cleveland Rams được thành lập vào năm 1936 bởi luật sư vùng Ohio - Homer Marshman và vận động viên - huấn luyện viên Damon Wetzel, một cựu ngôi sao của Ohio State và cũng đã chơi một khoảng thời gian ngắn cho Chicago Bears và Pittsburgh Pirates. Wetzel, với vai trò là tổng giám đốc, đã lựa chọn cái têm "Rams", bởi vì đội bóng bầu dục đại học yêu thích của ông là Fordham Rams đề từ đại học Fordham; Marshman, là chủ sỡ hữu chính cũng thích cái tên này. Đội bóng là một phần của Giải bóng đá Mỹ (American Football League) và kết thúc mùa giải năm 1936 tại vị trí thứ 2, với thành tích 5–2–2, chỉ đứng sau thành tích 8–3 của đội vô địch Boston Shamrocks.